# Manheim (musicista)
Manheim, pseudonimo di Kjetil Esten Haraldsson Manheim (Oslo, 27 novembre 1968), è un batterista norvegese, noto soprattutto per essere stato il primo batterista e cofondatore del gruppo black metal Mayhem.

## Biografia
Suona in vari gruppi assieme a Necrobutcher prima di entrare nei Mayhem, band nella quale entrerà con lo stesso Necrobutcher dopo aver incontrato Euronymous nel 1984. Con i Mayhem incide i primi due demo e l'EP Deathcrush, dopo di questo (nel 1987) abbandona la band per dedicarsi al noise rock lasciando il posto a Hellhammer, tuttavia comparirà alla batteria dalla traccia 9 alla traccia 12 nell'album live Dawn of the Black Hearts. Nel 2001 compare sui palcoscenici di Oslo suonando con Russell Haswell, Lasse Marhaug e col duo Fe-mail.